# XXIX век до н. э.
XXIX (два́дцать девя́тый) век до на́шей э́ры по пролептическому юлианскому календарю — век с 1 января 2900 года до н. э. по 31 декабря 2801 года до н. э. Это 2-й век 3-го тысячелетия до н. э. Ему предшествовал XXX век до н. э., за ним следовал XXVIII век до н. э. Закончился 4825 лет назад.

## Египет
- Ок. 2900 — Окончательное объединение Верхнего и Нижнего Египта. Возникновение единого государства. Завоевание Нижнего Египта царями Верхнего.
- Ок. 2900—?+25 — Фараон Нармер, последний из 0 династии. Усмирение Нижнего Египта.
- Ок. 2900—2590+25 — Раннее царство в Египте (I и II династии). 17 фараонов.
- Ок. 2900—2730+25 — I династия. Родом из Тина в Верхнем Египте.
- ?—2870+25 — Фараон Менес (Хор Аха, то есть Хор-Боец). Первый из I династии.
- I династия. Фараоны Джер (он же, видимо, Тети I), Уаджи, Мернейт (царица), Ден, Аджиб, Семерхет, Каа.
- Ок. 2900 — Основание города Пер-Ра («город Ра») (Гелиополис) в дельте Нила.

## Месопотамия
- пр. XXIX в. до н. э. — согласно шумерскому «Царскому списку», правление первого царя Этаны и второго Балиха из 1-й династии Киша.
- Ок. 2900 — Лагашу подчиняется Ур.
- Ок. 2850 — Лагаш теряет самостоятельность и становится зависимым от Шуруппака.
- Вторая половина 29 века — Воины Шуруппака стоят гарнизонами в Уруке, Ниппуре, Умме, Лагаше, Адабе. Из Шуруппака происходил герой мифа о потопе Зиусудра (Утнапиштим).

## Северная Америка
- Ок. 2831 — примерное время прорастания семени, из которого вырос Мафусаил — экземпляр сосны остистой межгорной (лат. Pinus longaeva), один из древнейших ныне живущих неколониальных организмов на Земле, известных науке.

## Мифические события
- 2852 — начало правления Фу-си, первого легендарного властителя Древнего Китая[1].